# ISO 3166-2:KR
ISO 3166-2:KR est l'entrée pour le Corée du Sud dans l'ISO 3166-2, qui fait partie du standard ISO 3166, publié par l'Organisation internationale de normalisation (ISO), et qui définit des codes pour les noms des principales administration territoriales (e.g. provinces ou États fédérés) pour tous les pays ayant un code ISO 3166-1.

## Provinces
| Code  | Nom                 | Nom en coréen          | Catégorie                  |
| ----- | ------------------- | ---------------------- | -------------------------- |
| KR-43 | Chungcheong du Nord | Chungcheongbuk-do      | province                   |
| KR-44 | Chungcheong du Sud  | Chungcheongnam-do      | province                   |
| KR-42 | Gangwon             | Gangwon-do             | province                   |
| KR-41 | Gyeonggi            | Gyeonggi-do            | province                   |
| KR-47 | Gyeongsang du Nord  | Gyeongsangbuk-do       | province                   |
| KR-48 | Gyeongsang du Sud   | Gyeongsangnam-do       | province                   |
| KR-45 | Jeolla du Nord      | Jeollabuk-do           | province                   |
| KR-46 | Jeolla du Sud       | Jeollanam-do           | province                   |
| KR-49 | Jeju                | Jeju-teukbyeoljachido] | province autonome spéciale |

## Villes à statut spécial
| Code  | Nom     | Nom en coréen       | Catégorie               |
| ----- | ------- | ------------------- | ----------------------- |
| KR-11 | Séoul   | Seoul-teukbyeolsi   | ville spéciale          |
| KR-50 | Sejong  |                     | ville autonome spéciale |
| KR-26 | Pusan   | Busan-gwangyeoksi   | ville métropolitaine    |
| KR-27 | Daegu   | Daegu-gwangyeoksi   | ville métropolitaine    |
| KR-30 | Daejeon | Daejeon-gwangyeoksi | ville métropolitaine    |
| KR-29 | Gwangju | Gwangju-gwangyeoksi | ville métropolitaine    |
| KR-28 | Incheon | Incheon-gwangyeoksi | ville métropolitaine    |
| KR-31 | Ulsan   | Ulsan-gwangyeoksi   | ville métropolitaine    |

## Historique
Historique des changements
- 2000-06-21 : ISO 3166-2:2000-06-21 Correction d'une épellation; mise à jour de la Liste Source
- 2014-10-31 : Modification du système de romanisation et ajout de la forme courte entre parenthèses; ajout d'une spéciale ville autonome; mise à jour de la Liste Source
- 2016-11-15 : Suppression des systèmes de romanisation "ISO/TR 11941" et "Ministry of Home Affairs, Republic of Korea 1984"; déplacement des formes courtes ou contractées des noms de subdivisions comme variation locale; suppression de la remarque, partie 2
- 2018-11-26 : Correction de l'étiquette du système de romanization